# Мирза Рэби Кебири
Мирза Рэби Кебири (азерб. Mirzə Rəbi Kəbiri 1889, Мераге, Восточный Азербайджан — 1947, Мераге, Восточный Азербайджан) — генерал-майор, политик, жертва репрессий. Во время существования Азербайджанского Национального правительства занимал должности министра дорог, почты и телеграфа, а также губернатора города Марага.
За проявленную доблесть при создании Азербайджанского Национального правительства он был награждён медалью «21 Азер» и орденом «Саттархан».
После падения Азербайджанского Национального правительства был арестован и повешен в городе Марага.

## Жизнь
Мирза Рэби Хаджи Мир Исак оглы Кебири родился в 1889 году в городе Марага. Он происходил из известного в Мараге рода крупных землевладельцев. Начальное образование получил дома. Затем продолжил обучение в Тебризе и Тегеране. После окончания учёбы начал работать в Министерстве внутренних дел. Занимал различные государственные должности в разных городах: был губернатором, руководителем финансового управления и занимал другие посты в Белуджистане, Рефсенджане и Кирманшахе.
Вдохновившись созданием в 1920 году в Тебризе Национального правительства под руководством шейха Мухаммеда Хиябани (в Южном Азербайджане), он возглавил крестьянские восстания в уезде (вилаяте) Марага. Из-за этого подвергся преследованиям со стороны шахских чиновников и местных помещиков и был арестован. После освобождения продолжил свою деятельность.
Во время правления Рза-хана был назначен губернатором Ардебиля. Занимая этот пост, он был направлен в Урмию с целью пресечь убийства и грабежи, учинённые курдским разбойником Исмаилом Симко на территории Урмии и прилегающих районов, и сумел очистить город от бандитов.

### В Азербайджанском демократическом движении
В 1941 году Мирза Рэби Кебири был назначен губернатором Гонабада. После восстановления порядка там, его назначили губернатором Кочана, Хоя и, наконец, Мараги. Спустя некоторое время он оставил государственную службу. В Мараге вступил в партию «Туде», однако позже вышел из неё. После создания Центрального комитета Азербайджанской Демократической Партии (АДП) был избран его членом. Используя влияние своей семьи в данном регионе, укреплял позиции партии. В 1944—1945 годах под его руководством в городе Марага и прилегающих селениях были сформированы отряды федаи.
Он был главой марагинских федаи. В августе 1945 года Кебири вместе со своими отрядами федаев взял под контроль государственные учреждения в Мараге. После этого в городе было объявлено военное положение, и военный губернатор Мараги арестовал Кебири. Однако под давлением советских войск военное положение в Мараге отменили, и Кебири освободили. Когда назначенные шахом чиновники и военные покинули Марагу, он полностью взял этот район под свой контроль. В декабре 1945 года был назначен губернатором Мараги. Сформированные им здесь отряды федаев затем отправились в сторону Тебриза и при их поддержке Тебриз также был освобождён от шахских войск.
12 декабря 1945 года, после провозглашения Азербайджанского Национального Правительства, Мирза Рэби Кебири был назначен министром дорог, почты и телеграфа. Первая сессия Национального Меджлиса Азербайджанского Национального Правительства состоялась 12 декабря. Из числа избранных депутатов 26 человек не смогли принять участие в первом заседании, так как находились на фронте. Среди них был и Мирза Рэби Кебири. За время своей деятельности он оказывал финансовую поддержку строительству новых школ, а также ремонту некоторых учебных заведений в Мараге и окрестностях.
20 декабря 1945 года Меджлис Азербайджанского Национального Правительства принял закон о создании народных войск «Кызылбаш». Новосозданным войскам было присвоено название «Кызылбаш» — то же, что когда-то дал своей армии Шах Исмаил Хатаи. Был создан Главный военный штаб Народных войск «Кызылбаш». В его состав вошли Джафар Кавиан, Абдульгасым Азими, Гулам Яхйа, Сейид Джафар Пишевари, Мирза Рэби Кебири, Махмуд Пенахиан, Нэваи, Мохсюн Миляниан и Абдульрза Азер.

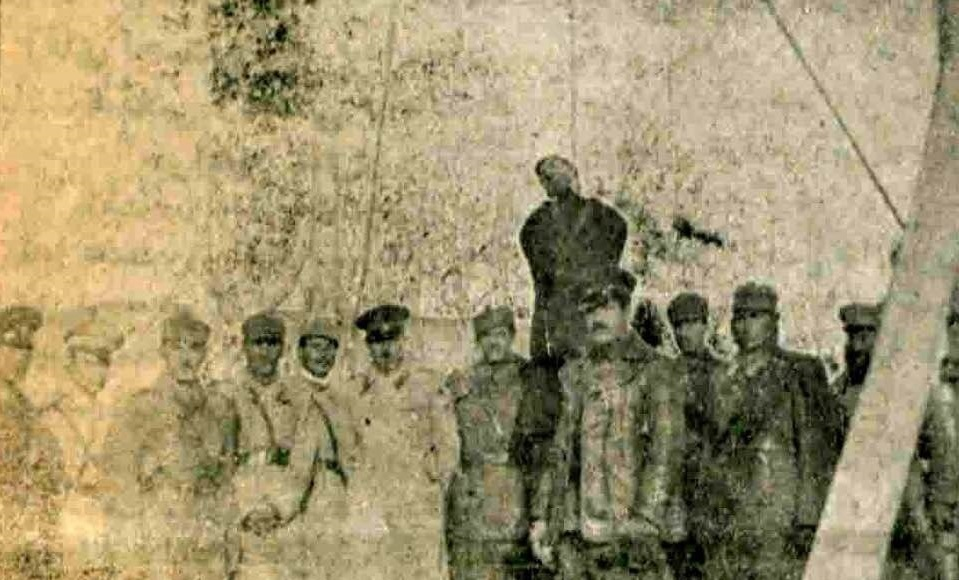
Казнь Мирзы Рэби Кебири, Марага, 1947 год.

В начале 1946 года местные феодалы, поддерживавшие шахский режим, начали выступления против Национального Правительства в районах Гызылабад, Гарагач, Арпадере, Гёйджякеле и Аджабшир уезда Чароймаг. Эти группировки были уничтожены отрядами федаинов, которыми командовал Кебири. После этого Азербайджанское Национальное Правительство присвоило Мирзе Рэби Кебири звание генерала Народных войск. В 1946 году за участие в национально-демократическом движении он был награждён медалью «21 Азер» и орденом «Саттархан».
После того как СССР, получив обещания от иранского правительства, вывел войска из региона, шахский режим предложил Мирзе Рэби Кебири пост генерал-губернатора (вали) Азербайджана в обмен на отказ от национального движения, однако он отверг это предложение. Под предлогом «обеспечения свободных выборов в Меджлис советов» тегеранское правительство направило войска в Южный Азербайджан. Для организации сопротивления шахской армии, напавшей на Национальное Правительство, руководство крупным фронтом — от Чароймага, Гур-Гура, Шахйурду и Гарагача вплоть до Хан Тахти — было поручено генералу Кебири. Несмотря на танки, самолёты и другие виды тяжёлого вооружения, а также значительную численность сил шаха, отрядам Кебири в первые дни удалось остановить наступление противника. Однако обладавшая большим превосходством шахская армия при поддержке лёгких танков, бронемашин и авиации прорвала линию фронта. Впоследствии Мирза Рэби Кебири был арестован ханом деревни Мелик Джамшидом Исфандияри. 13 декабря 1946 года поддерживаемая США и Великобританией иранская армия вошла в Тебриз, после чего Азербайджанское Национальное Правительство пало. Были учреждены военные полевые трибуналы, и за несколько дней были расстреляны тысячи человек.
После ареста Мирзы Рэби Кебири всё его имущество было разграблено. 17 января 1947 года на площади у бани Хан в Мараге он был повешен. Перед смертью он произнёс следующие слова:
Иранская реакция казнила и расстреляла тысячи честных сыновей Азербайджана, боровшихся за его свободу. Однако всегда появлялись новые и новые отважные люди, которые продолжали эту борьбу. Можете и меня повесить на этой виселице. Но знайте, что я трудился во благо своего народа, и мою борьбу продолжат другие. Знайте, что рано или поздно свобода одержит верх, и азербайджанский народ отомстит за эти кровавые деяния.
После повешения его тело бросили рядом с останками людей, умерших от чумы и подвергшихся сожжению. Однако в ночное время местные жители забрали тело и похоронили его в Мараге.